# Ponte de Odemira
A Ponte de Odemira, igualmente conhecida como Ponte sobre o Mira, é uma infra-estrutura rodoviária sobre o Rio Mira, situada junto à localidade de Odemira, na região do Alentejo, em Portugal. Entrou ao serviço em 1891, e entre 1935 e 1941 sofreu obras de reconstrução, que lhe modificaram profundamente a estrutura. Em 2011, a ponte foi alvo de grandes trabalhos de restauro.

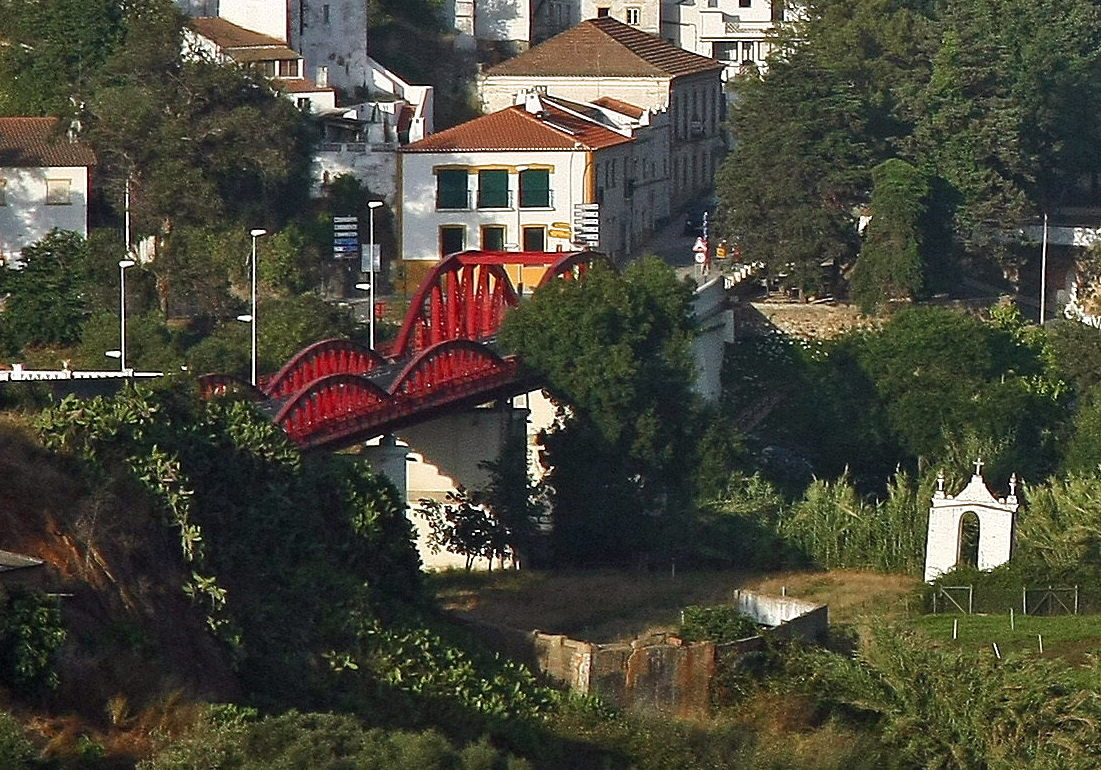
Ponte de Odemira em 2016. Do lado direito é visível um dos antigos marcos utilizados pela barca.

## Descrição
A ponte é de função rodoviária, estando situada ao quilómetro 103,5 da Estrada Nacional 120. No lanço sobre a ponte, a estrada corresponde igualmente à Avenida Teófilo Trindade. Consiste numa estrutura metálica, dividida em quatro tramos, suportados por dois pilares em betão armado, e com uma superestrutura em vias principais parabólicas independentes e tabuleiro inferior, com um pavimento em betão e passeios nos lados exteriores.
A estrutura original da ponte, construída no século XIX, tinha um tabuleiro superior com 41,800 m de comprimento, suportado por um encontro e um pilar-encontro em alvenaria. O viaduto tinha 91,200 m de extensão, e estava separado em seis tramos com cerca de 15 m, suportados por pilares metálicos, em colunas de ferro forjado.
Nas imediações encontra-se um importante monumento industrial no concelho, a Fábrica do Miranda, e as ruínas da antiga Ermida de Nossa Senhora da Piedade, que foi substituída por um novo templo nos princípios do século XX. Perto da estrutura também se encontram os Marcos da Barca de Odemira, que serviam de suporte aos cabos utilizados por uma embarcação que fazia a travessia do rio antes da construção da ponte.
Esta não é a única travessia sobre o rio em Odemira, tendo em 2013 sido construída uma ponte pedonal.

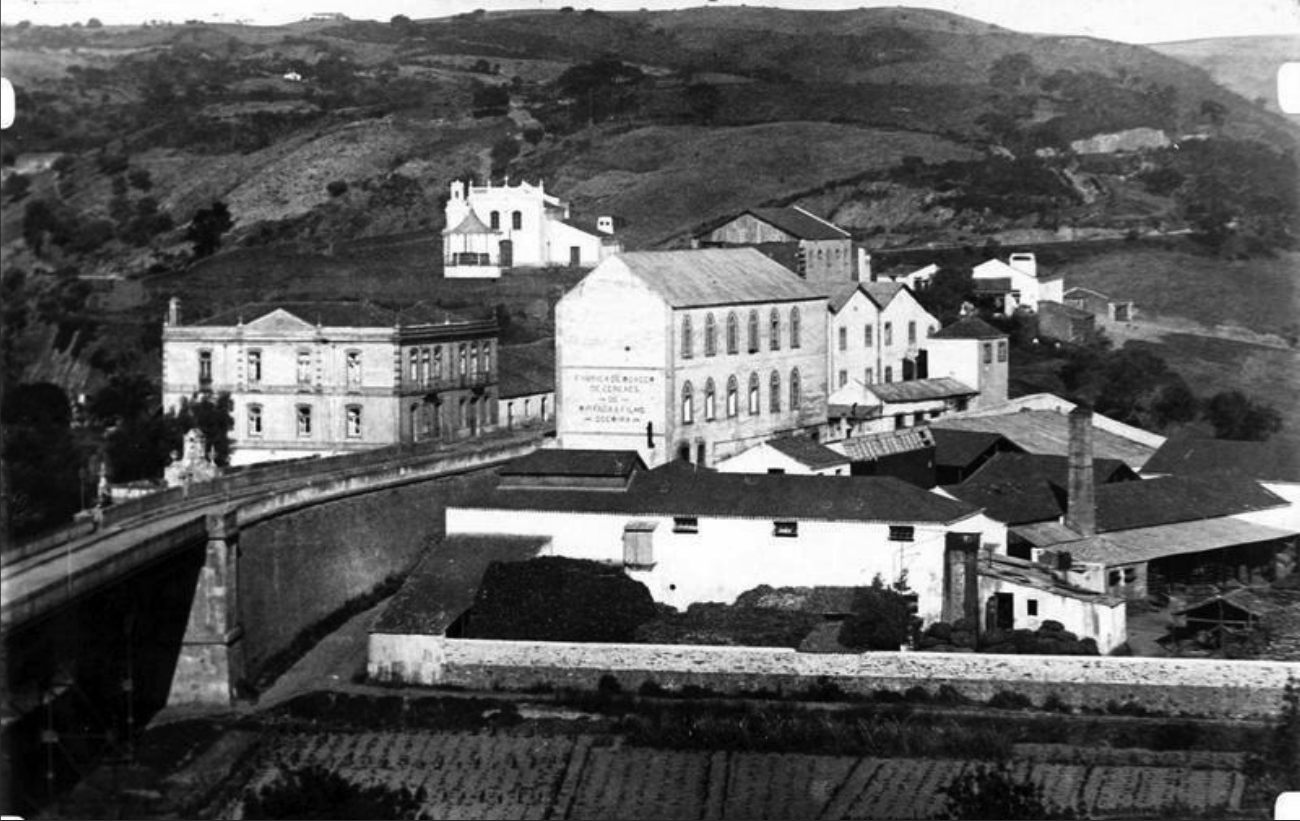
Fotografia da zona ocidental de Odemira em 1898, sendo visível a ponte original no lado esquerdo.

## História

### Antecedentes e planeamento
Na segunda metade do século XIX, o concelho de Odemira padecia de graves deficiências nas comunicações, com uma rede de estradas primitiva. Este problema fazia-se sentir na própria sede do concelho, onde a ligação entre as duas margens era feita por uma barca desde o século XVI, meio de transporte que era muito vulnerável às cheias do rio. Porém, a difícil orografia do terreno e a necessidade de construir várias pontes impossibilitava o desenvolvimento da rede viária por parte da autarquia, que dispunha de recursos financeiros muito limitados, pelo que pediu a intervenção do governo. A construção de uma ponte sobre o Rio Mira na vila, substituindo a barca, foi considerada de máxima importância dentro do quadro das comunicações do concelho, tendo começado a ser discutida nos princípios da década de 1880 entre a Câmara Municipal, o deputado pelo Círculo de Odemira, Joaquim António Neves, a Junta Geral de Distrito e o serviço distrital de Obras Públicas de Beja. Porém, esta infraestrutura não foi inicialmente considerada pela autarquia, que numa carta enviada ao Governo Civil em Dezembro de 1880 apenas solicitou a instalação de uma estrada distrital até Odeceixe e de um ramal de estrada até ao local onde futuramente iria ser construída a estação ferroviária, além de várias obras ligadas à navegação fluvial. A primeira proposta para a instalação da ponte terá sido feita pelo engenheiro Joaquim Poças Leitão, da Direcção Distrital das Obras Públicas, que a integrou no grupo de obras de arte a serem construídas como parte da Estrada Distrital 133, de Odemira a Odeceixe, onde teria ligação a Lagos. Numa carta à autarquia de 21 de Abril de 1881, Joaquim Poças Leitão argumentou que a ponte iria melhorar as ligações entre Odemira e as povoações na margem esquerda do Rio Mira, e à região do Algarve. Devido aos reduzidos recursos da autarquia, sugeriu que esta oferecesse os rendimentos anuais da barca, que amontavam a cerca de 300 mil Réis, como forma de financiar parcialmente as despesas com a ponte. A Câmara Municipal dirigiu-se depois à Junta Distrital, que autorizou a construção, desde que a autarquia contribuísse com seis contos de réis. Em Outubro de 1882 o deputado Joaquim António Neves sugeriu duas soluções para a ponte: uma estrutura em ferro, que seria mais cara mas que iria permitir a navegação fluvial e era mais resistente às cheias, e uma ponte de barcas, que apesar de ser mais fácil de instalar e menos dispendiosa, iria obstruir o movimento dos barcos. Calculou que a estrutura metálica iria custar cerca de trinta contos de Réis, quantia que seria paga em 50% pelo governo, enquanto que a outra metade seria dividida entre a autarquia e a Junta Distrital. Em contraste, a ponte de barcas iria importar apenas em quatro contos de Réis, pelo que seria totalmente suportada pela Junta Distrital. A Câmara Municipal escolheu a primeira opção, tendo contraído um empréstimo para financiar as obras. A instalação da ponte original ficou intimamente ligada ao Partido Progressista, tendo sido autorizada durante o período regenerador de Fontes Pereira de Melo, e várias figuras do partido intervieram na sua construção, como o deputado José Maria de Andrade e o Governador Civil de Beja, Visconde de Ribeira Brava. A principal personalidade que ficou ligada à ponte foi José Francisco da Sousa Prado, que presidia na altura à Câmara Municipal de Odemira.

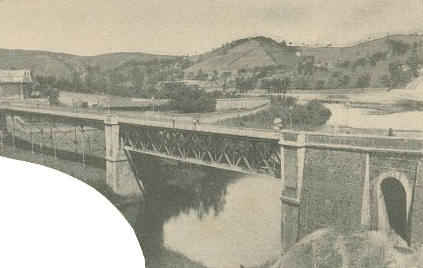
Vista da ponte original.

### Construção e inauguração
A construção foi aprovada por uma portaria de 15 de Novembro de 1885, e adjudicada em Julho de 1888, em conjunto com o tramo da estrada 133 entre a ponte e o local conhecido como Charneca do Deserto, no sentido do Algarve. A ponte foi instalada pela Empresa Industrial Portuguesa, uma importante firma no ramo metalomecânico, que foi responsável por outras grandes pontes em território nacional, como a Ferroviária de Portimão e a rodo-ferroviária do Pocinho. As obras foram suspensas em 1890, quando já estavam quase concluídas, devido à deterioração da situação económica e política do país, tendo sido reiniciadas pouco tempo depois. A estrutura foi entregue pela companhia construtora nos finais de Março de 1891, entrando ao serviço de forma provisória, apenas para tráfego pedonal. Em Agosto desse ano passou a estar aberta para todo o tipo de tráfego.
A abertura da ponte teve uma grande importância do ponto de vista das comunicações do concelho, contribuindo para a regularização dos acessos locais, e permitiu a criação de um parque industrial na margem Sul do rio, nos finais do século XIX e princípios do XX. Foi a primeira ponte a ser construída junto à vila de Odemira. A ponte original foi classificada pelo autor António Militão Camacho, no volume Album Alentejano: Distrito de Beja, publicado em 1931, como «uma obra prima de engenharia», que testemunhou o «desenvolvimento da industria do nosso paiz, nos fins do seculo XIX».

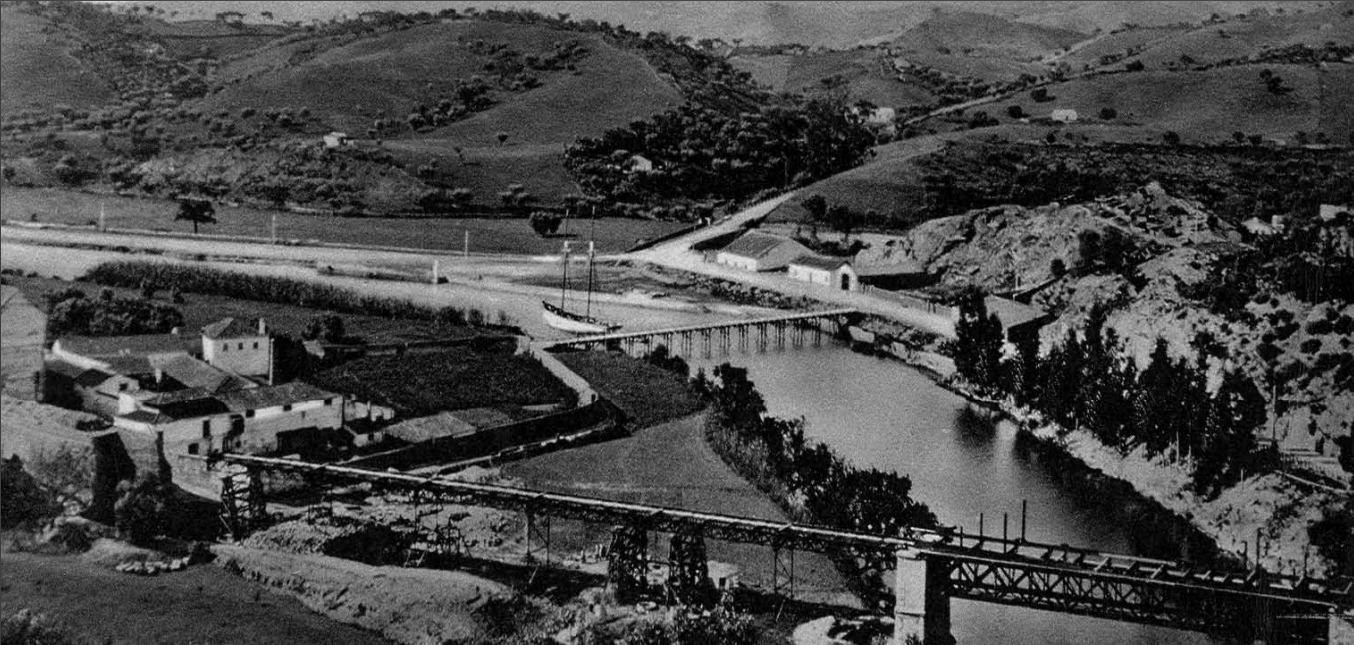
Obras de reconstrução da Ponte de Odemira, entre 1936 e 1941. No centro é visível a ponte provisória em madeira.

### Reconstrução
No Relatório de Actividades da Junta Autónoma de Estradas para 1936 a 1941 refere-se que a estrutura original já não reunia as condições de segurança necessárias, motivo pelo qual se determinou a construção de uma ponte nova no seu lugar. As obras iniciaram-se em Agosto de 1935 e terminaram em Julho de 1941, tendo sido executadas pela Fábrica Vulcano & Colares. O engenheiro responsável pelo projecto foi Barbosa Carmona. A maior parte das peças metálicas foram fornecidas pela Direcção-Geral de Caminhos de Ferro, tendo sido reaproveitados materiais de pontes ferroviárias. O tramo com 42,15 m veio da ponte rotativa sobre o Rio Judeu, no Ramal do Seixal, enquanto que dois tramos de 30 m vieram das pontes de Garvão e Totenique. Apenas foi construído de origem o terceiro tramo de 30 m, do lado de São Teotónio. Da estrutura original aproveitou-se o pilar-encontro de alvenaria, que foi reforçado, enquanto que o encontro foi reconstruído. Para a instalação da nova ponte foi necessária a instalação de dois novos pilares em betão armado, com fundações que atingiram 15 e 17 m de profundidade.
De forma a permitir a circulação entre as duas margens durante as obras de reconstrução, foi instalada uma ponte provisória em madeira, que foi destruída por uma cheia.

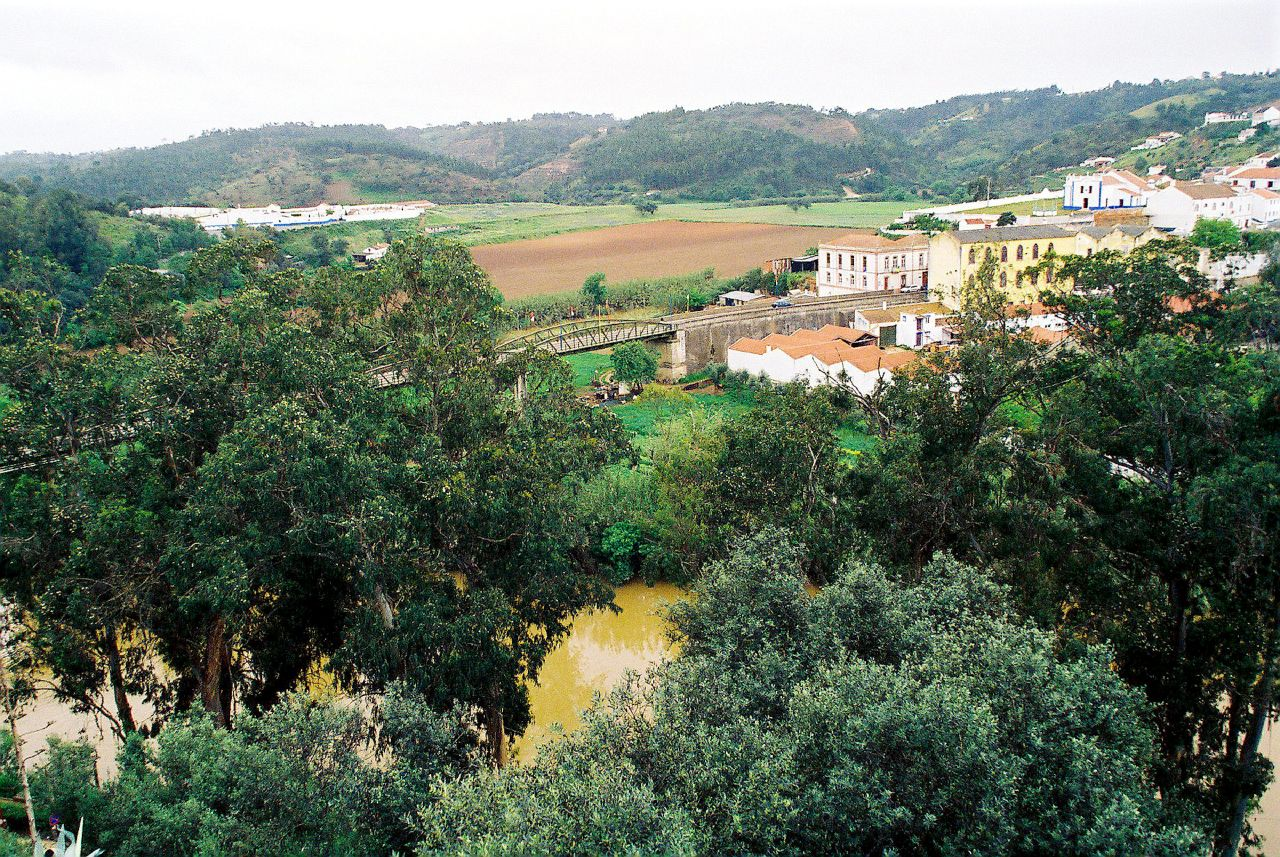
Rio Mira em Janeiro de 2006, sendo visível a ponte no centro.

### Século XXI
Em 2001, a Ponte de Odemira foi inserida no Programa de Inspecção do Estado de Segurança de Obras de Arte, um vasto plano para estudo de várias pontes em território nacional. Segundo José Alberto Guerreiro, presidente da Câmara Municipal de Odemira, a ponte foi alvo de uma vistoria em 2004, «tendo sido identificada a necessidade de reforço estrutural e melhoria da circulação de peões». A empresa Estradas de Portugal elaborou um plano para a sua reabilitação, mas a obra foi considerada apenas de urgência mediana. Na sequência de um pedido da autarquia em Novembro de 2009, uma equipa técnica da operadora, liderada pelo vice-presidente, engenheiro Eduardo Gomes, deslocou-se ao local em 8 de Março de 2010, onde verificaram a necessidade urgente de obras. Assim, o concurso para a empreitada de restauro da Ponte de Odemira foi iniciado em 30 de Abril desse ano, com um prazo de execução de 265 dias. Esta medida foi bem recebida pela Câmara Municipal de Odemira, que em comunicado afirmou que esta intevenção era «há muito reivindicada pelo Município de Odemira e que agora será concretizada, prevendo-se o início da obra ainda este ano». A obra iria abrangir a reabilitação e o esforço estrutural da ponte, incluindo o reforço e tratamento de algumas partes da estrutura metálica, o alargamento do passadiço metálico no lado poente, a substituição de uma laje de betão por outra em betão leve armado, o reforço do pilar P3 e das funções, a montagem de novos aparelhos de apoio, juntas de dilatação, pavimentação e guardas de segurança. Também iria ser instalada iluminação decorativa na estrutura da ponte. Uma vez que para se previa que a ponte iria estar fechada à circulação durante vários meses, a empreitada incluiu igualmente a montagem de uma ponte provisória, a criação de desvios provisórios para o trânsito entre as duas margens, e a instalação de uma rotunda que faria a ligação ao Bairro das Barreiras Vermelhas. Em Fevereiro de 2011 já se tinham iniciado as obras de restauro. A estrutura provisória foi montada pela Escola Prática de Engenharia, e ligou a zona do Cais, na margem Norte, ao Bairro Roça Matos, na margem Sul. A ponte foi encerrada ao trânsito em 4 de Abril, e reabriu cerca de oito meses depois, em 12 de Dezembro.
Em Setembro de 2020, a ponte foi alvo de obras de reparação por parte da empresa Infraestruturas de Portugal, que levaram à suspensão temporária do tráfego automóvel.